# Alexis Apostolopoulos

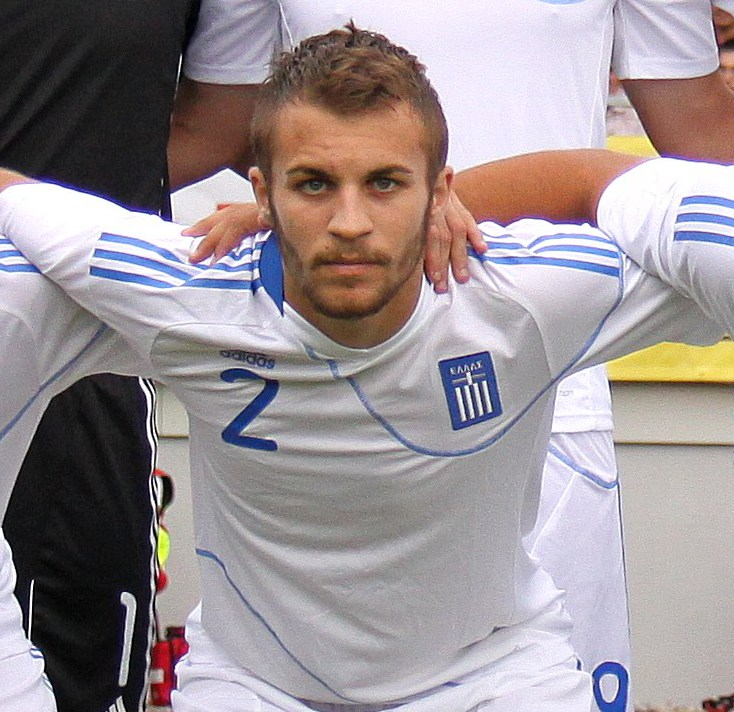
Alexis Apostolopoulos

Alexis (Alexandros) Apostolopoulos (grekiska: Αλέξης [Αλέξανδρος] Απστολόπουλος), född 7 november 1991 på ön Zakynthos, Grekland, är en grekisk fotbollsspelare som för närvarande spelar som back för Platanias i Grekiska Superligan. Han började sin karriär som ungdomsspelare i Anagennisi Giannitson.